# Salvador Soler i Blanchart
Salvador Soler y Blanchart (Mataró, 2 de marzo de 1908 - Barcelona, 27 de enero de 1990) fue un futbolista español (catalán) de los años 1930. Empezó a destacar al Iluro SC de su ciudad natal, donde jugó durante cinco temporadas de 1933 hasta 1935 y volvió después de la guerra civil. En total disputó 19 partidos ligueros y 5 del Campeonato de Cataluña con el conjunto azulgrana.

## Premios
- Campeonato de Cataluña de fútbol:
  - 1934-35